# Arboga socken
Arboga socken i Västmanland ingick i Åkerbo härad, ingår sedan 1971 i Arboga kommun och motsvarar från 2016 Arboga landsdistrikt.
Socknens areal är 56,62 kvadratkilometer, varav 54,76 land. (1946). År 1946 fanns här 1 007 invånare. Jäders bruk ligger i socknen. Sockenkyrkan Sankt Nicolai kyrka ligger i staden och alltså utanför socknens gränser.

## Administrativ historik
Arboga socken har medeltida ursprung.
Vid kommunreformen 1862 övergick socknens ansvar för de kyrkliga frågorna till Arboga landsförsamling och för de borgerliga frågorna till Arboga landskommun. 1947 inkorporerades ett 16,17 kvadratkilometer stort område från den upplösta Säterbo socken. Landskommunen inkorporerades 1952 i Medåkers landskommun som 1971 uppgick i Arboga kommun. Församlingen uppgick 2006 i Arbogabygdens församling.
1 januari 2016 inrättades distriktet Arboga landsdistrikt, med samma omfattning som församlingen hade 1999/2000.
Socknen har tillhört fögderier, tingslag och domsagor enligt vad som beskrivs i artikeln Åkerbo härad. De indelta soldaterna tillhörde Västmanlands regemente, Kungsörs kompani och Livregementets husarkår, Arboga skvadron.

## Geografi
Arboga socken är delad i två områden där den söder och väster om Arboga utgör ett långsmalt område kring Arbogaån och norr om Hjälmaren medan den i norr och öster om Arboga gränsar i nordöst mot Kung Karls socken. Socknen är en slättbygd förutom delen söder om Arbogaån som är skogsbygd.

## Fornlämningar
Lösfynd från stenåldern är kända och fornborgen Halvardsborg ligger här.

## Namnet
Namnet (1286 Arbugä) har en genitivform av fornsvenska a, 'å 'samt böjningsformen bugha av bughi, 'båge'. Betydelsen är alltså 'åkrök'.

## Befolkningsutveckling
| Befolkningsutvecklingen i Arboga socken 1810–1980 | Befolkningsutvecklingen i Arboga socken 1810–1980 | Befolkningsutvecklingen i Arboga socken 1810–1980 | Befolkningsutvecklingen i Arboga socken 1810–1980 | Befolkningsutvecklingen i Arboga socken 1810–1980 |
| --- | ------------------------------------------------- | ------------------------------------------------- | ------------------------------------------------- | ------------------------------------------------- |
| |                                                   |                                                   |                                                   |                                                   |
| År |                                                   |                                                   | Folkmängd                                         |                                                   |
| 1810 | 1810                                              |                                                   | 1 286                                             |                                                   |
| 1820 | 1820                                              |                                                   | 1 265                                             |                                                   |
| 1830 | 1830                                              |                                                   | 1 297                                             |                                                   |
| 1840 | 1840                                              |                                                   | 1 369                                             |                                                   |
| 1850 | 1850                                              |                                                   | 1 431                                             |                                                   |
| 1860 | 1860                                              |                                                   | 1 413                                             |                                                   |
| 1870 | 1870                                              |                                                   | 1 408                                             |                                                   |
| 1880 | 1880                                              |                                                   | 1 566                                             |                                                   |
| 1890 | 1890                                              |                                                   | 1 724                                             |                                                   |
| 1900 | 1900                                              |                                                   | 1 545                                             |                                                   |
| 1910 | 1910                                              |                                                   | 1 550                                             |                                                   |
| 1920 | 1920                                              |                                                   | 1 543                                             |                                                   |
| 1930 | 1930                                              |                                                   | 1 287                                             |                                                   |
| 1940 | 1940                                              |                                                   | 1 026                                             |                                                   |
| 1950 | 1950                                              |                                                   | 1 114                                             |                                                   |
| 1960 | 1960                                              |                                                   | 844                                               |                                                   |
| 1970 | 1970                                              |                                                   | 639                                               |                                                   |
| 1980 | 1980                                              |                                                   | 661                                               |                                                   |
| Anm: Tabellen avser Arboga landsförsamling, ej staden. Källor: Umeå universitet - Tabellverket 1749-1859, Demografiska databasen, CEDAR, Umeå universitet |                                                   |                                                   |                                                   |                                                   |